# 36時間
『36時間』（36じかん、36 Hours）は、1965年のアメリカ合衆国のサスペンス映画。ロアルド・ダールによる1944年の短編小説「番犬に注意」を基にしている。監督はジョージ・シートン。出演者はジェームズ・ガーナーやエヴァ・マリー・セイント、ロッド・テイラーなど。
撮影のほとんどはヨセミテ国立公園で行われた。

## あらすじ
ドイツ軍は、リスボンにいた連合軍最高指令部のパイク少佐に麻薬入りのコーヒーを飲ませて捕らえ、連合軍の上陸地点を聞き出そうとする。
パイクは主治医として接触してきたゲルバー軍医少佐から「今は1950年であり、ナチス政権が消滅してから6年たつ。また、あなたは記憶喪失で分からないが、看護師のアンナと2か月前に結婚している」という説明を受ける。パイクはゲルバーにノルマンディーに上陸すると話すが、ゲルバーを失脚させようとしていたシャックはパイクの話を無視し、上陸地はカレーだと確信する。
そのころパイクは指の傷からリスボンにいたことを思い出し、アンナを呼び出して真実を知る。これにより計画は台無しとなり、パイクとアンナは牢屋に入れられる。そこへゲルバーが連合軍がノルマンディーに上陸したという偽りのニュースを2人に話した後、2人を脱獄させ、自らは命を絶つ。2人はスイス領に逃れた一方、2人を追っていたシャックは国境警備隊に殺される。
そして、パイクとアンナは愛し合う。

## キャスト
※括弧内は日本語吹替（初回放送1972年5月14日『日曜洋画劇場』）
- ジェファーソン・パイク少佐：ジェームズ・ガーナー（御木本伸介）
- アンナ・ヘドラー：エヴァ・マリー・セイント（野口ふみえ）
- ウォルター・ガーバー軍医少佐：ロッド・テイラー（矢島正明）
- オットー・シャック：ウェルナー・ピータース（島宇志夫）
- エルンスト・ファーゼン：ジョン・バナー
- ピーター・マクリーン大佐：アラン・ネイピア
- 書記官：ジェームズ・ドゥーアン